# Grand Prix automobile de Belgique 2024
GP précédent GP suivant
Le Grand Prix automobile de Belgique 2024 (Formula 1 Rolex Belgian Grand Prix 2024), disputé le 28 juillet 2024 sur le Circuit de Spa-Francorchamps, est la 1115e épreuve du championnat du monde de Formule 1 courue depuis 1950. Il s'agit de la 79e édition du Grand Prix de Belgique, la soixante-huitième comptant pour le championnat du monde de Formule 1 et la quatorzième  manche du championnat 2024.
Par ailleurs, du fait de sa nouvelle position dans le calendrier depuis 2023, sa conclusion marque l'entrée dans la « trêve estivale » d'un mois, la manche suivante ayant lieu fin août aux Pays-Bas.
Avec 277 points, Max Verstappen conserve la tête du championnat devant Lando Norris (199 points) et Charles Leclerc (177 points). Oscar Piastri (167 points) est désormais quatrième devant Carlos Sainz (162 points) qui voit revenir Lewis Hamilton (150 points) ; Sergio Pérez (131 points) est septième, devant George Russell (116 points). Plus loin, Fernando Alonso (49 points) reste neuvième, suivi par Lance Stroll (24 points) et Nico Hülkenberg (22 points). Chez les constructeurs, Red Bull (408 points) possède 42 unités d'avance sur McLaren (366 points) qui précède Ferrari (345 points). Mercedes (266 points) occupe la quatrième place devant Aston Martin (73 points), Racing Bulls (34 points) et Haas (27 points), Alpine (11 points) et Williams (4 points). Après quatorze courses, Kick Sauber ne compte toujours aucun point.

## Pneus disponibles
| Pneus pour piste sèche | Pneus pour piste sèche | Pneus pour piste sèche | Pneus pluie    | Pneus pluie |
| ---------------------- | ---------------------- | ---------------------- | -------------- | ----------- |
| Durs (Type C2)         | Medium (Type C3)       | Tendres (Type C4)      | Intermédiaires | Pluie       |

## Essais libres

### Première séance, le vendredi de 13 h 30 à 14 h 30
| Pos. | Pilote          | Voiture             | Chrono         | Écart     |
| ---- | --------------- | ------------------- | -------------- | --------- |
| 1    | Max Verstappen  | Red Bull-Honda RBPT | 1 min 43 s 372 |           |
| 2    | Oscar Piastri   | McLaren-Mercedes    | 1 min 43 s 903 | + 0 s 531 |
| 3    | Alexander Albon | Williams-Mercedes   | 1 min 44 s 099 | + 0 s 727 |
| 4    | George Russell  | Mercedes            | 1 min 44 s 225 | + 0 s 853 |
| 5    | Lewis Hamilton  | Mercedes            | 1 min 44 s 729 | + 0 s 907 |
| 6    | Charles Leclerc | Ferrari             | 1 min 44 s 306 | + 0 s 934 |

### Deuxième séance, le vendredi de 17 h à 18 h
| Pos. | Pilote           | Voiture             | Chrono         | Écart     |
| ---- | ---------------- | ------------------- | -------------- | --------- |
| 1    | Lando Norris     | McLaren-Mercedes    | 1 min 42 s 260 |           |
| 2    | Oscar Piastri    | McLaren-Mercedes    | 1 min 42 s 475 | + 0 s 215 |
| 3    | Max Verstappen   | Red Bull-Honda RBPT | 1 min 42 s 477 | + 0 s 217 |
| 4    | Charles Leclerc  | Ferrari             | 1 min 42 s 837 | + 0 s 577 |
| 5    | Carlos Sainz Jr. | Ferrari             | 1 min 43 s 098 | + 0 s 838 |
| 6    | George Russell   | Mercedes            | 1 min 43 s 290 | + 1 s 030 |

### Troisième séance, le samedi de 12 h 30 à 13 h 30
| Pos. | Pilote          | Voiture             | Chrono         | Écart     |
| ---- | --------------- | ------------------- | -------------- | --------- |
| 1    | Max Verstappen  | Red Bull-Honda RBPT | 2 min 01 s 565 |           |
| 2    | Oscar Piastri   | McLaren-Mercedes    | 2 min 02 s 998 | + 1 s 433 |
| 3    | Pierre Gasly    | Alpine-Renault      | 2 min 03 s 175 | + 1 s 610 |
| 4    | Lando Norris    | McLaren-Mercedes    | 2 min 03 s 372 | + 1 s 807 |
| 5    | Esteban Ocon    | Alpine-Renault      | 2 min 05 s 250 | + 3 s 685 |
| 6    | Charles Leclerc | Ferrari             | 2 min 06 s 033 | + 4 s 468 |

## Séance de qualifications, le samedi de 16 h à 17 h

### Résultats des qualifications
| Pos.                                                                               | Pilote           | Écurie                  | Qualifications 1 | Qualifications 2 | Qualifications 3 |
| ---------------------------------------------------------------------------------- | ---------------- | ----------------------- | ---------------- | ---------------- | ---------------- |
| 1                                                                                  | Max Verstappen   | Red Bull-Honda RBPT     | 1 min 54 s 938   | 1 min 53 s 837   | 1 min 53 s 159   |
| 2                                                                                  | Charles Leclerc  | Ferrari                 | 1 min 55 s 349   | 1 min 54 s 193   | 1 min 53 s 754   |
| 3                                                                                  | Sergio Pérez     | Red Bull-Honda RBPT     | 1 min 55 s 139   | 1 min 54 s 470   | 1 min 53 s 765   |
| 4                                                                                  | Lewis Hamilton   | Mercedes                | 1 min 55 s 692   | 1 min 54 s 037   | 1 min 53 s 835   |
| 5                                                                                  | Lando Norris     | McLaren-Mercedes        | 1 min 55 s 582   | 1 min 54 s 358   | 1 min 53 s 981   |
| 6                                                                                  | Oscar Piastri    | McLaren-Mercedes        | 1 min 54 s 835   | 1 min 54 s 136   | 1 min 54 s 027   |
| 7                                                                                  | George Russell   | Mercedes                | 1 min 55 s 353   | 1 min 54 s 095   | 1 min 54 s 184   |
| 8                                                                                  | Carlos Sainz Jr. | Ferrari                 | 1 min 55 s 169   | 1 min 54 s 112   | 1 min 54 s 477   |
| 9                                                                                  | Fernando Alonso  | Aston Martin-Mercedes   | 1 min 55 s 489   | 1 min 54 s 258   | 1 min 54 s 765   |
| 10                                                                                 | Esteban Ocon     | Alpine-Renault          | 1 min 55 s 417   | 1 min 54 s 460   | 1 min 54 s 810   |
| 11                                                                                 | Alexander Albon  | Williams-Mercedes       | 1 min 55 s 722   | 1 min 54 s 473   |                  |
| 12                                                                                 | Pierre Gasly     | Alpine-Renault          | 1 min 54 s 911   | 1 min 54 s 635   |                  |
| 13                                                                                 | Daniel Ricciardo | Racing Bulls-Honda RBPT | 1 min 55 s 451   | 1 min 54 s 682   |                  |
| 14                                                                                 | Valtteri Bottas  | Kick Sauber-Ferrari     | 1 min 55 s 531   | 1 min 54 s 764   |                  |
| 15                                                                                 | Lance Stroll     | Aston Martin-Mercedes   | 1 min 56 s 072   | 1 min 55 s 716   |                  |
| 16                                                                                 | Nico Hülkenberg  | Haas-Ferrari            | 1 min 56 s 308   |                  |                  |
| 17                                                                                 | Kevin Magnussen  | Haas-Ferrari            | 1 min 56 s 500   |                  |                  |
| 18                                                                                 | Yuki Tsunoda     | Racing Bulls-Honda RBPT | 1 min 56 s 593   |                  |                  |
| 19                                                                                 | Logan Sargeant   | Williams-Mercedes       | 1 min 57 s 230   |                  |                  |
| 20                                                                                 | Zhou Guanyu      | Kick Sauber-Ferrari     | 1 min 57 s 775   |                  |                  |
| Qualifications disputées en partie sous la pluie : pas de temps minimal à réaliser |                  |                         |                  |                  |                  |

### Grille de départ
- Max Verstappen, auteur du meilleur temps, est pénalisé d'un recul de dix places sur la grille de départ pour le changement hors-quota d'éléments du groupe propulseur sur sa monoplace, il s'élance de la onzième place[7].
- Yuki Tsunoda, auteur du dix-huitième temps, est pénalisé d'un recul sur la grille de départ pour le changement hors-quota d'éléments du groupe propulseur sur sa monoplace (batterie, moteur à combustion interne, turbocompresseur, un MGU-H, MGU-K et boitier de contrôle électronique) ; la pénalité étant supérieure à 15 places, il s'élance de la dernière place[8].
- Zhou Guanyu, auteur du vingtième et dernier temps, est pénalisé d'un recul de trois places sur la grille de départ pour avoir gêné Max Verstappen ; compte tenu de la pénalité de Yuki Tsunoda, il part dix-neuvième[9].

## Course

### Classement de la course
| Pos. | no | Pilote           | Écurie                  | Tours | Temps/Abandon                      | Grille | Points |
| ---- | -- | ---------------- | ----------------------- | ----- | ---------------------------------- | ------ | ------ |
| Dsq. | 63 | George Russell   | Mercedes                | 44    | Poids non conforme                 | 6      |        |
| 1    | 44 | Lewis Hamilton   | Mercedes                | 44    | 1 h 19 min 57 s 566 (231,156 km/h) | 3      | 25     |
| 2    | 81 | Oscar Piastri    | McLaren-Mercedes        | 44    | + 0 s 647                          | 5      | 18     |
| 3    | 16 | Charles Leclerc  | Ferrari                 | 44    | + 8 s 023                          | 1      | 15     |
| 4    | 1  | Max Verstappen   | Red Bull-Honda RBPT     | 44    | + 8 s 700                          | 11     | 12     |
| 5    | 4  | Lando Norris     | McLaren-Mercedes        | 44    | + 9 s 324                          | 4      | 10     |
| 6    | 55 | Carlos Sainz Jr. | Ferrari                 | 44    | + 19 s 269                         | 7      | 8      |
| 7    | 11 | Sergio Pérez     | Red Bull-Honda RBPT     | 44    | + 42 s 669                         | 2      | 6 + 1  |
| 8    | 14 | Fernando Alonso  | Aston Martin-Mercedes   | 44    | + 49 s 437                         | 8      | 4      |
| 9    | 31 | Esteban Ocon     | Alpine-Renault          | 44    | + 52 s 026                         | 9      | 2      |
| 10   | 3  | Daniel Ricciardo | Racing Bulls-Honda RBPT | 44    | + 54 s 400                         | 13     | 1      |
| 11   | 18 | Lance Stroll     | Aston Martin-Mercedes   | 44    | + 1 min 02 s 485                   | 15     |        |
| 12   | 23 | Alexander Albon  | Williams-Mercedes       | 44    | + 1 min 03 s 125                   | 10     |        |
| 13   | 10 | Pierre Gasly     | Alpine-Renault          | 44    | + 1 min 03 s 839                   | 12     |        |
| 14   | 20 | Kevin Magnussen  | Haas-Ferrari            | 44    | + 1 min 06 s 105                   | 17     |        |
| 15   | 77 | Valtteri Bottas  | Kick Sauber-Ferrari     | 44    | + 1 min 10 s 112                   | 14     |        |
| 16   | 22 | Yuki Tsunoda     | Racing Bulls-Honda RBPT | 44    | + 1 min 16 s 211                   | 20     |        |
| 17   | 2  | Logan Sargeant   | Williams-Mercedes       | 44    | + 1 min 25 s 531                   | 18     |        |
| 18   | 27 | Nico Hülkenberg  | Haas-Ferrari            | 44    | + 1 min 28 s 307                   | 16     |        |
| Abd. | 24 | Zhou Guanyu      | Kick Sauber-Ferrari     | 5     | hydraulique                        | 19     |        |

### Pole position et record du tour
- Pole position :  Charles Leclerc (Ferrari) en 1 min 53 s 754 (221,657 km/h)[12].
- Meilleur tour en course :  Sergio Pérez (Red Bull-Honda RBPT) en 1 min 44 s 701 (240,823 km/h), au quarante-quatrième et dernier tour ; septième de l'épreuve, il remporte le point bonus associé[13].

### Tours en tête
- Charles Leclerc (Ferrari) : 4 tours (1 - 2 / 11 - 12)[14] ;
- Lewis Hamilton (Mercedes) : 15 tours (3 - 10 / 20 - 26) ;
- Carlos Sainz Jr. (Ferrari) : 7 tours (13 - 19) ;
- Oscar Piastri (McLaren-Mercedes) : 4 tours (27-30) ;
- George Russell (Mercedes) : 14 tours (31 - 44).

## Classements généraux à l'issue de la course
| Pos. | Pilote           | Écurie                  | Points |
| ---- | ---------------- | ----------------------- | ------ |
| 1    | Max Verstappen   | Red Bull-Honda RBPT     | 277    |
| 2    | Lando Norris     | McLaren-Mercedes        | 199    |
| 3    | Charles Leclerc  | Ferrari                 | 177    |
| 4    | Oscar Piastri    | McLaren-Mercedes        | 167    |
| 5    | Carlos Sainz Jr. | Ferrari                 | 162    |
| 6    | Lewis Hamilton   | Mercedes                | 150    |
| 7    | Sergio Pérez     | Red Bull-Honda RBPT     | 131    |
| 8    | George Russell   | Mercedes                | 116    |
| 9    | Fernando Alonso  | Aston Martin-Mercedes   | 49     |
| 10   | Lance Stroll     | Aston Martin-Mercedes   | 24     |
| 11   | Nico Hülkenberg  | Haas-Ferrari            | 22     |
| 12   | Yuki Tsunoda     | Racing Bulls-Honda RBPT | 22     |
| 13   | Daniel Ricciardo | Racing Bulls-Honda RBPT | 12     |
| 14   | Oliver Bearman   | Ferrari                 | 6      |
| 15   | Pierre Gasly     | Alpine-Renault          | 6      |
| 16   | Kevin Magnussen  | Haas-Ferrari            | 5      |
| 17   | Esteban Ocon     | Alpine-Renault          | 5      |
| 18   | Alexander Albon  | Williams-Mercedes       | 4      |

| Pos. | Écurie                  | Points |
| ---- | ----------------------- | ------ |
| 1    | Red Bull-Honda RBPT     | 408    |
| 2    | McLaren-Mercedes        | 366    |
| 3    | Ferrari                 | 345    |
| 4    | Mercedes                | 266    |
| 5    | Aston Martin-Mercedes   | 73     |
| 6    | Racing Bulls-Honda RBPT | 34     |
| 7    | Haas-Ferrari            | 27     |
| 8    | Alpine-Renault          | 11     |
| 9    | Williams-Mercedes       | 4      |

## Statistiques
Le Grand Prix de Belgique 2024 représente :
- la 25e pole position de Charles Leclerc[16] ;
- la 105e victoire de  Lewis Hamilton qui établit un nouveau record[17],[18] ;
- le 201e podium de Lewis Hamilton qui établit un nouveau record[19] ;
- la 128e victoire pour Mercedes en tant que constructeur[20] ;
- la 217e victoire de Mercedes en tant que motoriste[21].

Au cours de ce Grand Prix :
- Ferrari passe la barre des 10 000 points inscrits en Formule 1 (10 017 points)[22] ;
- Lewis Hamilton porte le record de l'intervalle entre la première et la dernière victoire à 17 ans 1 mois et 18 jours[23] ;
- Lewis Hamilton est élu « pilote du jour » à l'issue d'un vote organisé sur le site officiel de la Formule 1[24] ;
- les dix premiers de la course sont tous des vainqueurs de Grands Prix[25] ;
- Enrique Bernoldi (28 Grands Prix disputés entre 2001 et 2002 avec Arrows) est nommé conseiller par la FIA pour aider dans leurs jugements le groupe des commissaires de course[26].